# TWiiNS
TWiiNS — словацький поп-дует, що складається з сестер-близнят Даніели та Вероніки Нізлових (словац. Daniela Nízlová a Veronika Nízlová). Обидві народилися 15 травня 1986. Раніше група двічі змінювала свою назву — спочатку Tweens, потім Twice as Nice, але незабаром учасниці визначилися з вибором назви для свого колективу.
У 2008 році TWiiNS брали участь як бек-вокалістки на виступі чеської співачки Терези Керндлова на конкурсі пісні Євробачення 2008 в Белграді. У 2011 році сестри Нізлови отримали можливість знову виступити на майбутньому Євробаченні (як представники Словаччини) з піснею «I'm Still Alive» («Я все ще жива»). Композиція була виконана під час другого півфіналу (12 травня).

## Дискографія
- Tweens (2000)
- Máme čas … (2001)
- Škrtni zápalkou (2003)
- Láska chce viac (2005)
- Compromise (2009)

### Збірники
- Okey piánko 4 (2006)
- SK Hity 2008 (2008)